# Edfu
Edfu vagy Idfu (arab: إدفو) város Egyiptomban, Kairótól 835 km-re délre, a Nílus nyugati partján, nagyjából félúton Luxor és Asszuán között. Lakossága 2012-ben mintegy 134 000 fő volt. Gazdasági életét elsősorban az öntözéses mezőgazdaság jellemzi. A városnál a Níluson közúti híd ível át, de kompjárat is működik a két part között.
Az ókorban a második felső-egyiptomi kerület (nomosz) központja volt. Idfu vagy Apollonoszpolisz Megalé néven is ismertté vált. A városban Hóruszt, Íziszt és Hathor istennőt tisztelték. Fénykora a Ptolemaioszok uralkodásának idejére tehető, hisz akkor épültek nevezetes épületei.

## Nevezetességek

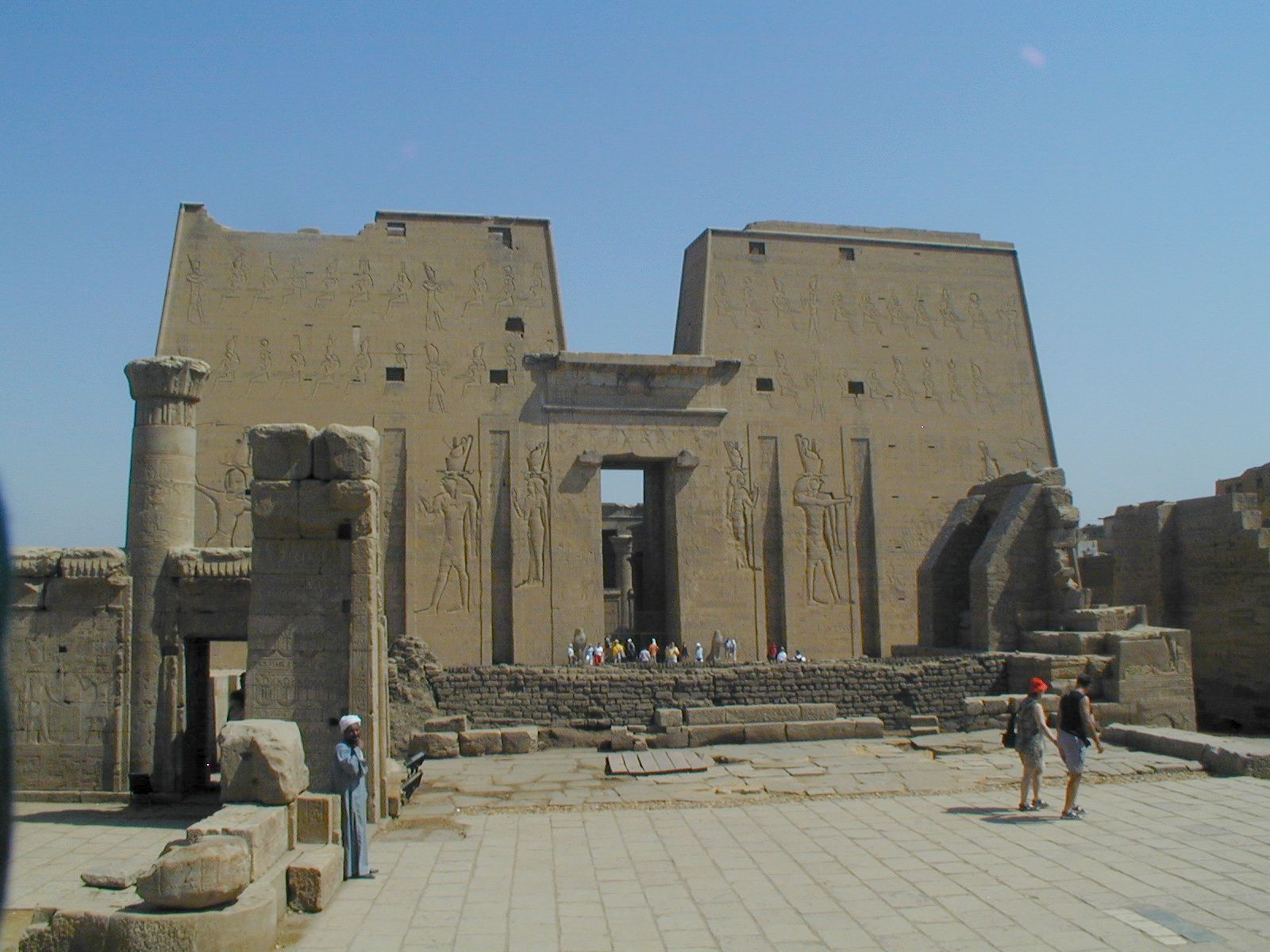
A Hórusz-templom pülonkapuja

Leghíresebb épülete a Hórusz-templom, melynek 79 m széles és 38 m magas pülonkapuja Amon karnaki templomának pülonja után a második legnagyobb ilyen építmény. A templom 137 m hosszú, udvarból, két oszlopcsarnokból, előcsarnokból, pronaoszból, szentélyből és raktárkamrákból áll. A templomot a 19. század második felében kezdték kiásni. Francia régészek tárták föl. Többszöri restaurálás után ma az egyiptomi templomépítészet egyik legjellemzőbb példája, bár, mivel a Ptolemaioszok idején épült, egy évezreddel elmaradt a nagy korszak alkotásaitól, az újbirodalom monumentalitásban is arányos, díszítésben kifinomult templomaitól. Építése i. e. 237-ben kezdődött, teljes befejezésére 180 évvel később, i. sz. 57-ben került sor. Ezalatt a hosszú idő alatt az eredeti tervet valósították meg, nincsenek toldalékai, átépítései, s egészében megfelel az Újbirodalom klasszikus építészeti stílusának.
Helyén már III. Thotmesz korában templom állt. A Hórusz-templom építését a harmadik ptolemaida fáraó, III. Ptolemaiosz Euergetész kezdte el, s a tizenkettedik, Neosz Dionüzosz fejezte be. Az egész templomot fal veszi körül. A Nílus szintjét ellenőrző nilométerhez vezető lépcső azt bizonyítja, hogy valamikor a templom a Nílushoz vezető csatorna partján állt. A folyosó és az épület külső falain levő feliratok tanúsága szerint a papok naponta háromszor léptek be a szentélybe, reggel felkeltették, felöltöztették az istent, ételt hoztak neki, himnuszokat énekeltek, este visszahelyezték az istenszobrot a szentélyben álló, 4 m magas naoszba, ami még I. Nektanebo idején készült, tehát a korábbi templomból vették át.

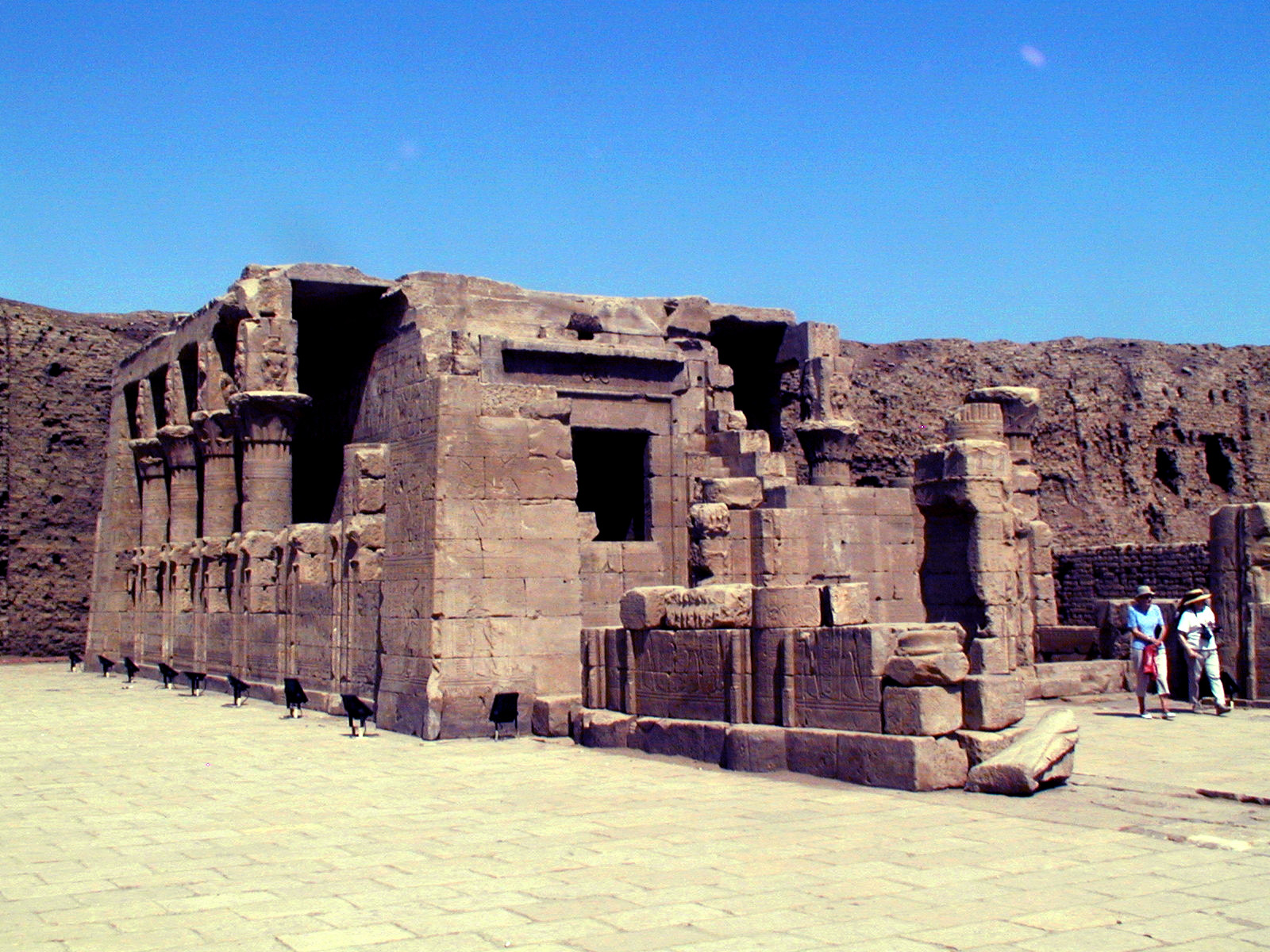
Edfu, a mammiszi

Akárcsak Denderában, itt is megtartották az újévi ünnepséget, melyhez hozzátartozott az „egyesülés a napkoronggal”. Az edfui templom tetején nem maradt meg az a kápolna, ahol ezt a ceremóniát végrehajtották. Ennek a szertartásnak a részleteit örökítették meg a tetőre vezető lépcsők falain. Évente megtartották az isten házasságának ünnepét. Az edfui Hórusz felesége, Hathor évente egyszer felhajózott Denderából, s két hetet töltött a férjével. Ezt az időt Edfuban és környékén féktelen jókedvvel ünnepelték. Ugyancsak évente megülték Hórusz ellenfelei fölött aratott győzelmének ünnepét a templomkerülethez tartozó tó partján. Szintén évente rendezték meg a koronázási ünnepséget, amikor kiválasztottak egy sólymot a szent madarak közül, hogy az elkövetkező évre földi jelképe legyen az istennek, s az isteni gyermek születésének ünnepségét. Erre a célra szolgált a másik nevezetes épület, a mammiszi vagy születésház, amit VIII. Ptolemaiosz Euergetész építtetett, s díszítése IX. Ptolemaiosz Szótér idejéből való. A porticus pilléreit a szülésnél segédkező törpe isten, Bész feje zárja. Belül a faldíszítések Hórusz születését mutatják be, Hathor istennő hét alakban mint zenész jelenik meg.